# باغچه‌سرای (وان)
باغچه‌سرای {{ترکی|Bahçesaray، به ارمنی: Մոկս، به کردی: Miks‎) یک منطقهٔ مسکونی در ترکیه است که در استان وان واقع شده‌است.